# لين هيرنغ
لين هيرنغ (بالإنجليزية: Lynn Herring)‏ هي ممثلة أمريكية، ولدت في 22 سبتمبر 1958 في إنيد في الولايات المتحدة.

## أعمال

### مسلسلات
- المستشفى العام

## وصلات خارجية
- لين هيرنغ على موقع IMDb (الإنجليزية)
- لين هيرنغ على موقع قاعدة بيانات الفيلم (الإنجليزية)